# Islamia minuta
Islamia minuta е вид сладководно коремоного от семейство Hydrobiidae.

## Разпространение
Този вид е разпространен във Франция и Швейцария.